# Флаг Новороссийска
Флаг муниципального образования город Новоросси́йск Краснодарского края Российской Федерации — опознавательно-правовой знак, служащий официальным символом муниципального образования.
Ныне действующий флаг утверждён 24 июля 2007 года и внесён в Государственный геральдический регистр Российской Федерации с присвоением регистрационного номера 3490.

## Описание флага
«Флаг представляет собой двустороннее прямоугольное жёлтое полотнище с отношением ширины к длине 2:3, несущее вдоль нижнего края чёрную волнообразную полосу в 1/5 ширины полотнища с восемью видимыми гребнями. В крыже изображён орёл из герба города, выполненный чёрным, красным и белым цветом. Габаритная ширина фигуры составляет 1/3 длины полотнища».

## Обоснование символики
Флаг города-героя Новороссийска составлен из различных элементов, образующих единую композицию. Все фигуры флага символизируют город и его жителей как воинов и тружеников.
Чёрная волнообразная полоса отражает географическое расположение города на берегу Чёрного моря.
Императорский орёл, редкого для отечественной геральдики «николаевского» типа, подчёркивает то, что город основан в эпоху правления императора Николая I.
Православный восьмиконечный крест, водружённый на опрокинутом белом полумесяце и помещённый на красном поле щитка на груди орла, свидетельствует об исторической победе русского оружия над турецким на черноморских берегах Северного Кавказа.
Жёлтый цвет (золото) символизирует власть, величие, щедрость и славу.
Чёрный цвет символизирует мудрость, скромность, честность и вечность бытия.
Красный цвет символизирует мужество, храбрость, праздник и красоту.
Белый цвет (серебро) — символ совершенства, благородства, чистоты, веры и мира.

## Флаг 1999 года
«Белое полотнище с соотношением ширины к длине 2:3 с синими волнами снизу, в крыж помещён полный герб города».
Геральдическое описание герба гласит: «Герб города Новороссийска представляет собой золотой с синей волнистой оконечностью щит, внутри которого расположен чёрный увенчанный короной двуглавый орёл со скипетром и державой в лапах; на груди орла щиток, на его красном поле по диагонали — орденские ленты: ордена Ленина и ордена Великой Отечественной войны 1-й степени; в центре на орденских лентах — медаль „Золотая Звезда“. Щит увенчан крепостными башенными зубцами и украшен двумя золотыми якорями, соединёнными Александровской лентой, лентой ордена Святого Александра Невского».